# Caroline Johansson Kuhmunen
Caroline Birgitta Johansson Kuhmunen, född 19 april 1989 i Piteå, är en svensk musikalartist och skådespelare.

## Biografi
Kuhmunen deltog i Idol 2005, där hon först blev ratad av juryn för att vara för ung och för mycket musikalstjärna, för att sedan gå vidare till de 35 sista där det dock tog stopp. Kuhmunen deltog senare med framgång i Talangjakten, Schlagerstjärnan och Joker-tävlingen.
Hon spelade huvudrollen som "Gabriella" i den svenska scenuppsättningen av High School Musical (2009) på Nöjesteatern i Malmö, Göta Lejon i Stockholm och på riksturné med bland andra David Lindgren och Idol 2008-vinnaren Kevin Borg.  Kuhmunen medverkade i Allsång på Skansen 2009. Hon deltog 2010 i SVT:s Jakten på Julia, där hon slutade på femte plats. Hon har sedan fortsatt på framför allt musikalscenerna, bland annat i huvudrollen som "Sandy" i Grease på Nöjesteatern hösten 2019. Hon har även medverkat på film och tv, såsom rollen som "Liza" i tv-serien Jägarna 2018. Hon var med i tv-serien Rebecka Martinsson 2020.
Kuhmunen blev nominerad till Guldmasken i kategorin "Bästa kvinnliga huvudroll: musikal/revy" för High School Musical och har fått Piteå kommuns kulturstipendium.
Caroline Johansson Kuhmunens familj är av samiskt ursprung.

## Teater

### Roller (ej komplett)
| År        | Roll       | Produktion                                                      | Regi             | Teater                             |
| --------- | ---------- | --------------------------------------------------------------- | ---------------- | ---------------------------------- |
| 2008-2010 | Gabriella  | High School Musical David Simpatico                             | Eva Rydberg      | Nöjesteatern + Göta Lejon          |
| 2011-2012 | Anne Frank | Anne & Zef                                                      | Anders Alnemark  | Teater tre + Sverigeturné          |
| 2015-2017 |            | The Music of Motown feat. Afro-dite                             | Robert Dröse     | Berns Salonger + Sverigeturné      |
| 2016      |            | Sugar - I hetaste laget Jule Styne, Bob Merrill och Peter Stone | Anders Aldgård   | Fredriksdalsteatern + Nöjesteatern |
| 2019-2020 | Sandy      | Grease                                                          | Staffan Götestam | Nöjesteatern+Sverigeturné          |